# Grynig dynlav
Grynig dynlav (Micarea submilliaria) är en lavart som först beskrevs av William Nylander och fick sitt nu gällande namn av Brian John Coppins. 
Grynig dynlav ingår i släktet Micarea och familjen Pilocarpaceae. Arten är reproducerande i Sverige.